# Johny Thio
Johny Thio (2 de setembro de 1944 - 4 de agosto de 2008) foi um futebolista belga.

## Carreira
Johny Thio representou a Seleção Belga de Futebol, da Euro de 1972.